# 福源水库
福源水库，是广东省广州市花都区的一个水库。水库位于花山镇福源村铁山河上游，因村得名。1959年冬动工，1960年竣工。水库库坝高23.9米，坝长184米，集雨面积16平方公里，总库容量917万立方米。